# اپال

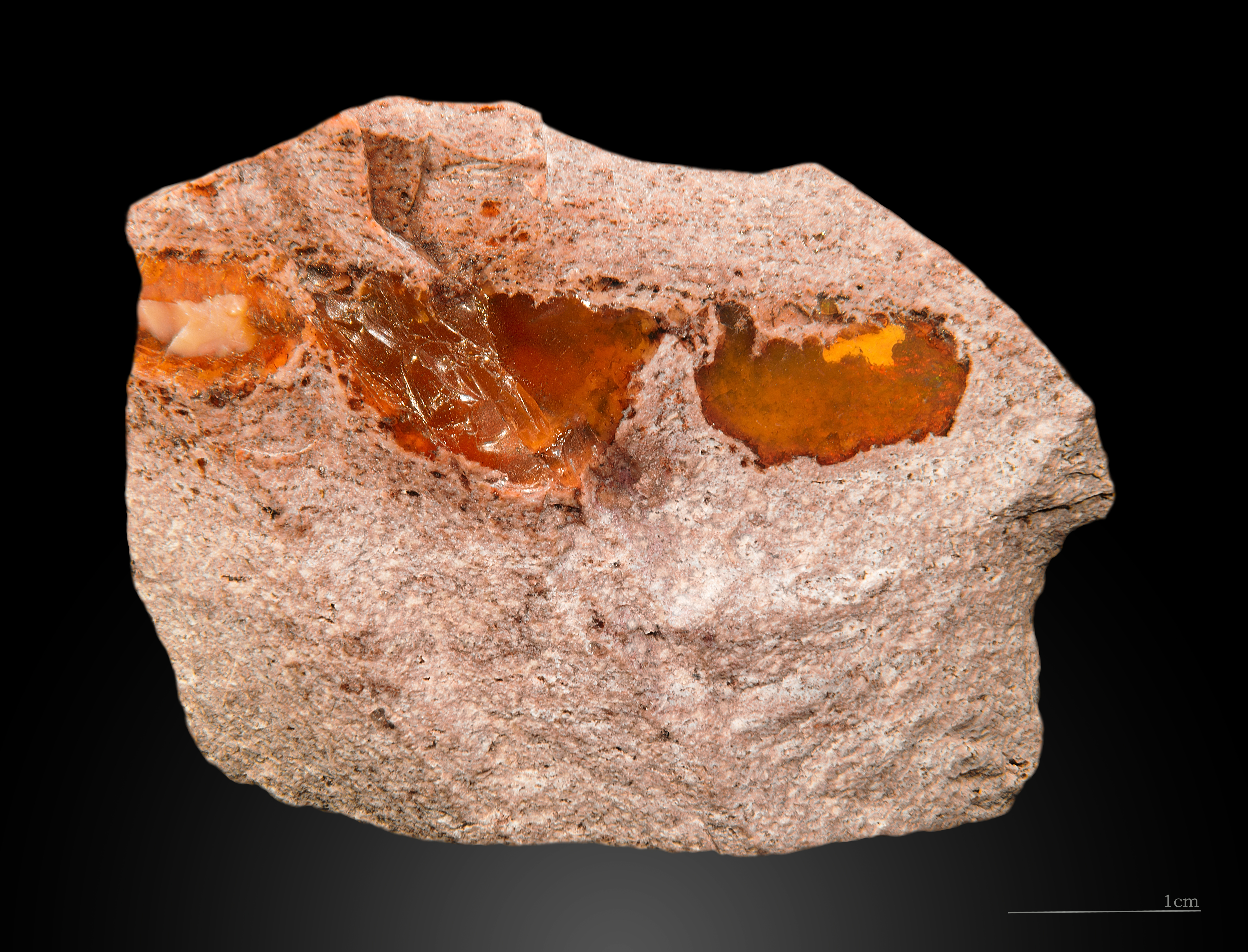

اُپال (به انگلیسی: Opal)، یا سنگ چشم گربه (نام‌های دیگر: اوپال، عین‌الهَر، عین‌الشمس) گونه‌ای از سنگ‌های بهادار است. اپال گونهٔ بی‌شکل و نرم‌تر از دُر کوهی (SiO2·nH2O) است. سنگ اُپال یک سیلیس آبدار است که میزان آب آن تا ۲۰ درصد هم می‌رسد.
این سنگ ممکن است بی‌رنگ باشد ولی در رنگ‌های سفید، آبی شیری، خاکستری، سرخ، زرد، سبز، قهوه‌ای و سیاه یافت می‌شود.
اپال‌های سفید و سبز بیش از دیگر رنگ‌ها یافت می‌شوند و کمیاب‌ترین گونه، سرخ بر زمینهٔ سیاه معروف به اُپال آتشی است. تفاوت‌ها در بازتاب رنگ تابعی از اندازهٔ رشد در طول موج‌های سرخ و فروسرخ است.
سنگ اُپال یک کانی‌وار ژله‌مانند است که در دمایی نسبتاً پایین ته‌نشین گردیده و می‌تواند در شکاف‌ها و درزه های تخته‌سنگهای آذرین شکل بگیرد. این سنگ بیشتر در شکاف‌های لیمونیت، ماسه‌سنگ، ریولیت، مارن و بازالت شکل می‌گیرد.
اپال، نگین ملی کشور استرالیا است.
اپال با فرمول شیمیایی SiO2.nH2O از مجموعه کانی هاست و خواص فیزیکی و شیمیایی آن شبیه آگات است. دارای
لومینانس فراوان سبز تازرد- است. همچنین این سنگ از کلمه یونانی Hualos به معنی شیشه اخذ شده‌است. محلول در KOH , HF متغیر - درصد H2O بین ۲۷–۱ درصد در تغییر است و ادخال‌های Ca-Mg-Al -Fe-As نیز دارد. برای اولین بار در سرونیکای اسلواکی کشف شد و از نظر شکل بلور منشوری، رنگ آبی یا سبز، شفاف، شکستگی صدفی، جلای شیشه‌ای و در رده‌بندی اکسید است و منشأ آتشفشانی دارد .

## اپال‌های معروف
- اپال ملکه یا آنداموکا که به ملکه الیزابت دوم پیشکش شده‌است.
- اپال ملکه اخگر
- آتش‌سوزی تروی، چشم گربه‌ای که توسط ناپلئون به ژوزفین بوآرنه پیشکش شد.
- اپال دنباله‌دار هالی، بزرگ‌ترین راف اپال نتراشیدهٔ سیاه‌رنگ
- ساعت دیواری روبه‌روی بخش پذیرش ترمینال گراند سنترال منهتن نیویورک.
- اپال روبلینگ، مؤسسهٔ اسمیتسونیَن.